# RJ Cyler
Ronald „RJ“ Cyler II. (* 21. března 1995, Jacksonville, Florida, Spojené státy americké) je americký herec. Nejvíce se proslavil rolemi ve filmech Já, Earl a holka na umření a Power Rangers: Strážci vesmíru.

## Životopis
Cyler vyrostl na Floridě. Je nejmladší ze tří dětí. Je synem Katiny, kuchařky a Ronalda Cylera, řidiče kamionu. Jeho rodiče prodali co mohli, aby se v roce 2013 mohli přestěhovat z Floridy do Kalifornie. Na chvilku se ocitli bez domova, poté dostal roli ve filmu Já, Earl a dívka na umření.

## Kariéra
V roce 2013 si zahrál v krátkometrážním filmu Second Chances. V roce 2015 nastal zlom v jeho kariéře, a to když získal roli ve filmu Já, Earl a holka na umření, který byl inspirován stejnojmennou knihou do Jesseho Andrewse. Snímek měl světovou premiéru na Filmovém festivalu Sundance 25. ledna 2015. Krátce po premiéře získala společnost Fox Searchlight Pictures práva na distribuci filmu. V roce 2016 si zahrál ve seriálu stanice HBO Boj o ředitelnu. Ve stejném roce získal jednu z hlavních rolí ve filmu Power Rangers: Strážci vesmíru. 9. ledna 2017 byl obsazen do filmu I'm Dying Up Here, filmu stanice Showtime, jehož výkonným producentem je Jim Carrey.
Dne 13. září 2017 se připojil k obsazení třetí řady seriálu stanice MTV Scream. V listopadu 2018 byl obsazen do vedlejší role v druhé řadě seriálu stanice The CW Black Lightning.

## Filmografie

### Film
| Rok  | Název                          | Role                           | Poznámky |
| ---- | ------------------------------ | ------------------------------ | --- |
| 2013 | Second Chances                 | R. J.                          | krátkometrážní film |
| 2015 | Já, Earl a holka na umření     | Earl                           | nominace — San Diego Film Critics Society Award v kategorii nejlepší herecký výkon ve vedlejší roli nominace — Critics' Choice Movie Award v kategorii nejlepší mladý herec/herečka |
| 2017 | Power Rangers: Strážci vesmíru | Billy Cranston / Modrý strážce | nominace – Teen Choice Awards v kategorii zloděj scén |
| 2017 | War Machine                    | Andy Moon                      | |
| 2017 | Všechno úplně všechno          | Vinny                          | |
| 2018 | Sierra Burgess Is a Loser      | Dan                            | |
| 2018 | White Boy Rick                 | Rudell Curry                   | |

### Televize
| Rok        | Název           | Role         | Poznámky              |
| ---------- | --------------- | ------------ | --------------------- |
| 2016–2017  | Boj o ředitelnu | Luke Brown   | 4 díly                |
| 2017–2018  | K smrti trapný  | Adam Proteau | hlavní role, 20 dílů  |
| 2018–dosud | Black Lightning | Todd Green   | vedlejší role         |
| 2019       | Scream          | Deion Elliot | hlavní role (3. řada) |